# Paralympiska vinterspelen 1976
Paralympiska vinterspelen 1976 var de första paralympiska vinterspelen. De hölls i Örnsköldsvik i Sverige, mellan 21 och 28 februari 1976. Funktionsnedsättningar som inkluderades i dessa spel var blindhet och amputerade.
14 länder deltog med sammanlagt mer än 250 idrottsmän. Det arrangerades tävlingar i två sporter och sammanlagt 53 grenar. Spelen öppnades av Kung Carl XVI Gustaf av Sverige. Arenan var Kempehallen.

## Sporter
- Alpin skidåkning
- Hastighetsåkning på skridskor (demonstrationsgren)
- Nordisk skidsport
  - Längdskidåkning

## Medaljfördelning
| Pl. | Nation          | Guld | Silver | Brons | Totalt |
| --- | --------------- | ---- | ------ | ----- | ------ |
| 1   | Västtyskland    | 10   | 12     | 6     | 28     |
| 2   | Schweiz         | 10   | 1      | 1     | 12     |
| 3   | Finland         | 8    | 7      | 7     | 22     |
| 4   | Norge           | 7    | 3      | 2     | 12     |
| 5   | Sverige         | 6    | 7      | 7     | 20     |
| 6   | Österrike       | 5    | 16     | 14    | 35     |
| 7   | Tjeckoslovakien | 3    | 0      | 0     | 3      |
| 8   | Frankrike       | 2    | 0      | 3     | 5      |
| 9   | Kanada          | 2    | 0      | 2     | 3      |

## Deltagande nationer
- Belgien
- Finland
- Frankrike
- Japan
- Jugoslavien
- Kanada
- Norge
- Tjeckoslovakien
- Polen
- Schweiz
- Sverige
- Storbritannien
- Uganda
- USA
- Västtyskland
- Österrike

### Fotnoter
1. ↑  Johan Erséus (6 september 2012). ”Paralympierna har lämnat bakgården för strålkastarljuset” (på svenska). Svenska dagbladet. https://www.svd.se/ingenting-ar-omojligt--historien-och-bildspel. Läst 17 juli 2017.
2. ↑  ”Örnskoldsvik 1976” (på engelska). Internationella olympiska kommittén. https://www.paralympic.org/Ornskoldsvik-1976. Läst 28 juli 2017.